# Edward Frankland
Sir Edward Frankland (n. 18 ianuarie 1825, Lancaster, Anglia, Regatul Unit al Marii Britanii și Irlandei – d. 9 august 1899, Gudbrandsdalen⁠(d), Oppland, Norvegia) chimist britanic. A descoperit compușii organo-metalici (1849) și a dedus existența heliului în spectrul solar. A studiat fenomenul de luminiscență. Unul din creatorii conceptului de “valență chimică”.

## Biografie
Frankland s-a născut la Churchtown, lângă Lancaster. După terminarea “Lancaster Royal Grammar School”, și-a petrecut șase ani ca ucenic la un farmacist din oraș. În 1845 a plecat la Londra și a intrat la laboratoarele “Lyon Playfair”, mai târziu lucrând sub îndrumarea lui Robert Bunsen la Marburg. În 1847  a fost numit coordonator științific la școala Queenwood, din Hampshire, unde s-a întâlnit prima dată cu John Tyndall, iar în 1851 profesor principal la Colegiul de chimie “Owen”, din Manchester. Întors la Londra șase ani mai târziu, el devine lector chimist la spitalul St Bartholomew, și în 1863 profesor al Institutului Regal de Chimie. De la o vârstă timpurie s-a ocupat de cercetări originale, având un mare succes.
Problemele analitice, cum ar fi izolarea radicalilor organici, i-a atras atenția încă de la început, dar s-a întors curând la studiul sintetic, fără îndoială propus de învățătorul său, Bunsen. Studiul pe cacodil a produs descoperirea unor compuși organo-metalici interesanți. Deducțiile teoretice care-l inspirau în considerațiile despre aceste “trunchiuri” erau mai interesante și mai importante decât “trunchiurile” însele. Și-a dat seama de isonomia moleculară între ei și compușii organo-metalici; el a văzut profilul lor molecular adevărat în oxigen , sulfuri sau compuși cu clorul a acelor metale; de la care a respectat derivarea prin substituție a unui grup organic pentru oxigen , sulf, etc. În acest fel ei i-au dat  posibilitatea de răsturna teoria compușilor conjugați. În plus a publicat în 1852  concepția că atomii fiecărui substanțe elementare  au o capacitate de saturare precisă, așadar  ei pot să se combine numai cu un număr precis, limitat de atomi ai altor elemente. Teoria de valență astfel dezvoltară a pus  bazele ce vor domina ulterior chimia.
În chimia aplicată, marea realizarea a lui Frankland a fost în legătură cu alimentările cu apă. Numit membru al comisiei regale de control a poluării râurilor în 1868, el a fost înzestrat de guvern cu un laborator complet echipat, pe care, timp de șase ani l-a purtat după el, în cercetările necesare ce aveau ca scop protejarea organismului. Acestea au avut ca urmare o mare cantitate de informații în legătură cu poluarea râurilor cu ape menajere, ape reziduale industriale, etc., și purificarea apei pentru uzul domestic. În 1865, când i-a succedat la Școala de Mine lui August Wilhelm von Hofmann, a inițiat procedura de raportare lunară privind calitatea alimentării cu apă în Londra, și a continuat aceasta tot restul vieții. La început a fost un critic neobosit al calității acesteia, dar în timp a devenit puternic convins de calitatea ei.
În 1859 a petrecut o noapte pe vârful Mont Blanc în compania lui John Tyndall. Unul din scopurile expediției a fost de a descoperi dacă viteza de ardere a lumânării depinde de densitatea atmosferică, răspunsul la această întrebare fiind negativ. O altă observație făcută de Frankland în acest timp a constituit punctul de start pentru o serie de experiențe care i-au adus  rezultate răsunătoare. El a notat că flacăra lumânării avea, în vârful muntelui o lumină foarte slabă și a fost prin aceasta, impulsionat să cerceteze efectul produs de variația presiunii asupra luminozității flăcării. El a descoperit că presiunea crește luminozitatea unei flăcări, la fel ca hidrogenul, de exemplu, o ardere fără lumină în condiții normale, arde cu flacără luminoasă la o presiune de 10-20 atmosfere, și concluzia a fost că prezența particulelor solide nu este singura condiție care determină puterea de iluminare a unei flăcări. Mai târziu a pus în evidență în spectrul solar prezența unui gaz combustibil dens, asemănător cu un lichid incandescent sau solid, și a trasat graficul de variație a spectrului unui gaz incandescent  cu creșterea presiunii. Forma liniei de variație, observată la extremități prin extindere în afara benzii a pus în evidență că densitatea era comparabilă cu densitatea sării lichide. Ca aplicație la această observație privind fizica solară, observată în paralel cu Sir Norman Lockyer, este că stratul solar exterior nu are consistența materiei în stare lichidă sau solidă, dar poate fi compusă din gaze și vapori.
Frankland și Lockyer au descoperit de asemenea heliul. În 1868 au observat în spectrul solar prezența unor linii luminoase de culoare galbenă, care nu corespundeau nici unei substanțe cunoscute. Ei au atribuit, din acest motiv, aceste substanțe ipotetice denumirea de HELIUM.
Sir Edward Frankland, s-a îmbolnăvit de cancer și în 1897, a murit la Golaa, Gudbrandsdalen, Norway.
Fiul său., Percy Frankland a fost de asemenea un cunoscut chimist.

## Legături externe
- Lienhard, John H. „No. 2036: EDWARD FRANKLAND”. Engines of our Ingenuity., Audio program and transcript about Frankland
- Acest articol conține text din Chisholm, Hugh, ed. (1911). „Frankland, Sir Edward”. Encyclopædia Britannica (ed. 11). Cambridge University Press., o publicație aparținând domeniului public.
- Frankland Papers Collection, University of Manchester Library.